# Giuseppe Avossa
Giuseppe Avossa (Paola, 1708 – Napoli, 9 gennaio 1796) è stato un compositore italiano.
Studiò musica al Conservatorio dei Poveri di Gesù Cristo di Napoli, dove fu allievo di Gaetano Greco e Francesco Durante. Terminati gli studi fu attivo come maestro di cappella e anche come insegnante di canto in varie chiese e monasteri. Nel 1749 diventò direttore del teatro municipale di Pesaro. Successivamente, verso il 1758, tornò a Napoli, dove rimarrà sino alla morte.
Avossa è ricordato principalmente per l'opera buffa La pupilla, data al Teatro dei Fiorentini durante il carnevale del 1763. Compose inoltre musica sacra, comprendente lavori per coro (in stile concertato) e per voce solista. A causa dell'affinità del suo cognome con quello di Girolamo Abos, è stato spesso confuso con costui, portando quindi all'errata attribuzione di parecchi suoi lavori.

## Opere
- Don Saverio (opera buffa, libretto di Antonio Palomba, 1744, Venezia)
- Lo scolaro alla moda (opera buffa, 1748, Reggio Emilia)
- Il baron gonfianuvoli (opera buffa, 1750, Salisburgo)
- I tutori (opera buffa, 1757, Napoli)
- La puilla (opera buffa, libretto di Antonio Palomba, 1763, Napoli)
- Il ciarlone (opera buffa, 1769, Copenaghen)
- La nuvoletta d'Elia (oratorio, 1746, Ancona)
- La felicità de' tempi (oratorio, 1749, Pesaro)
- Il giudizio di Salomone (oratorio, 1751, Pesaro)
- 3 messe
- 2 Magnificat
- 2 mottetti